# Олещенкове
Оле́щенкове — село в Україні, у Роменському районі Сумської області. Населення становить 31 осіб. Входить до складу Липоводолинської селищної громади.
Після ліквідації Липоводолинського району 19 липня 2020 року село увійшло до Роменського району.

## Географія
Село Олещенкове розташоване на відстані 1.5 км від села Беєве.
По селу тече струмок, що пересихає із загатою.

## Історія
- До початку 20-го сторіччя село мало назву хутір Олещенків. Після встановлення більшовицької влади та невдалих спроб мешканців та землевласника Олещенко, який розмежував власну землю серед жителів на наділи, знайти з новою владою спільну мову, село зазнало значних людських втрат, репресії та голод.
- Більшість мешканців цієї місцини мали прізвище Олещенко.
- Село постраждало внаслідок геноциду українського народу, проведеного урядом СРСР 1923—1933 та 1946–1947 роках.
- До 2019 року орган місцевого самоврядування — Беївська сільська рада.